# Arbeitsgemeinschaft Humane Sexualität
Arbeitsgemeinschaft Humane Sexualität (AHS) – niemieckie stowarzyszenie z siedzibą w Gießen utworzone w 1983 roku, zajmujące się zagadnieniami pedofili, jak też wspierające liberalizację seksualności. Przewodniczącym stowarzyszenia jest Claus Gradenwitz (stan na 2013).